# Orosz tízkopejkás
A 0,1 RUB, azaz 10 kopejka vagy tíz kopejka értékű érme az egyike az Oroszország, a Krím félsziget, Abházia és Dél-Oszétia által használt rubel érméinek.

## Adatok[1][2]
Az érmének 1997 óta két különböző fajtája lett verve, amelyek kinézetükben megegyeznek, de tömegükben és peremükben nem. 
Az érme előlapján az "10 КОПЕЕК" (10 kopejka) felirat, hátlapján Szent György, a "БАНК РОССИИ" (Orosz Nemzeti Bank), a pénzverde jele és a verési év található.
| Előlap | Hátlap                 | Tömeg  | Átmérő  | Vastagság | Anyag     | Perem                                              | Verési évek | Pénzverde                           |
| ------ | ---------------------- | ------ | ------- | --------- | --------- | -------------------------------------------------- | ----------- | ----------------------------------- |
|        |                        | 1,95 g | 17,5 mm | 1,25 mm   | sárgaréz  | recés (98 rece)                                    | 1997-2006   | Moszkva és Szentpétervár: 1997-2006 |
| 1,85 g | sárgaréz bevonatú acél | sima   | 17,5 mm | 1,25 mm   | 2006-2015 | Moszkva: 2006-2015, Szentpétervár: 2006-2010, 2013 |             |                                     |